# جاك ليجراند (مهندس)
جاك ليجراند (بالفرنسية: Jacques Legrand)‏ هو مهندس فرنسي، ولد في 24 أكتوبر 1906، وتوفي في 30 يونيو 1944.